# K3b
K3b ist ein unter Linux  laufendes universelles Programm von KDE zur Behandlung optischer Datenmedien sowie Videos und Audios. Es wandelt gängige Formate ineinander um. Zudem klont, kopiert, rippt und brennt es Audio-, Video- und Daten-CDs, DVDs sowie Blu-ray Discs. Allerdings wird beim Rippen von DVDs das zusätzlich zu installierende transcode benötigt, für das sich derzeit kein Update-Entwickler findet. Daher ist keine offizielle, mit K3b funktionierende Version erhältlich, so dass man derzeit auf Handbrake ausweichen muss. K3b besitzt eine grafische Benutzeroberfläche, die es dem Anwender ermöglichen soll, alle Aufgaben möglichst intuitiv zu erledigen. Zur einfachen Installation ist es in den App-Stores der gängigsten Distributionen wie Ubuntu verfügbar. 
Ursprünglich als reines Brennprogramm konzipiert und seit 1998 entwickelt, stand K3b für KBBB und „KDE Burn Baby, Burn!“. Im März 2007 erschien Version 1.0 für KDE 3 und am 27. Juni 2010 ist die erste auf KDE 4 basierende Version 2.0 veröffentlicht worden.

## Funktionsweise
Genau genommen integriert K3b als graphische Oberfläche (Front-End) eine Vielzahl von GNU/Linux-Programmen. Dadurch müssen diese nicht per Kommandozeile bedient werden, was den Umgang für weniger Geübte erleichtert. Der Anwender muss die einzelnen Programme mit ihren Optionen nicht kennen und kann mittels grafischer Oberfläche und Maus sowie dezimierter Auswahl gängigster Formate an sein Ziel gelangen. Damit das Programm Out of the box funktioniert, ist das derzeit gängigste Format vorausgewählt. 
Die K3b-Oberfläche unterstützt einfaches Drag and Drop sowohl innerhalb des Programms, als auch aus anderen Programmen heraus (zum Beispiel aus dem Dateimanager Dolphin). Ebenso kann K3b als Dienstprogramm für andere KDE-Programme dienen, wie z. B. dem Medienplayer Amarok. Ermöglicht wird dies durch die Verwendung von D-Bus, welches Kommunikationsfunktionen zwischen Programmen bereitstellt.

## Funktionen
Die Funktionen und Fähigkeiten von K3b hängen von den installierten Programmen (und Bibliotheken) ab, auf die K3b auf dem jeweiligen System zurückgreifen kann. Bei vollständiger Installation aller benötigten Programme ergibt sich ein sehr großer Funktionsumfang:
- Brennen von CD-Rs und CD-RWs (auch löschen)
- Brennen von Mixed-Mode CDs, Daten CDs, Audio CDs, (S)Video-CDs und eMovix-CDs
- Brennen einer Vielzahl von Speicherabbild-Typen (Cue/Bin, TOC)
- Brennen von DVD±Rs und DVD±RWs (auch löschen)
- Brennen von DVD±R DL
- Brennen von Daten-DVDs, Video-DVDs und eMoviX-DVDs
- Brennen von ISO 9660 CD- und DVD-Abbildern
- Brennen von Blu-ray
- Kopieren von CDs, DVDs und Blu-ray
- Auslesen von Audio-CDs in eine oder mehrere Dateien und Erzeugung entsprechender Cuesheets oder Playlisten
- Umwandlung von Audiodateien in die Formate MP3, Ogg Vorbis usw.
- Format- und Inhaltsanalyse eingelegter Rohlinge und bespielter CDs, DVDs und Blu-ray

Dabei sind eMovix-Datenträger CDs oder DVDs, die neben dem eigentlichen Film auch ein kleines GNU/Linux-basiertes Betriebssystem enthalten. Damit kann ein Computer direkt von CD oder DVD gebootet werden und erfordert so keine installierte Software zum Abspielen der CD oder DVD.
Die Auswahl an Audio-Formaten, aus denen heraus auf CD gebrannt werden kann, ist ebenfalls abhängig von der installierten Software. Auf einem vollständigen, freien System umfassen sie Ogg Vorbis, FLAC und WAVE (.wav). Optional werden MP3, Musepack und Monkey’s Audio unterstützt.
Ab Version 2.0 von K3b, die im Juni 2010 erschien, wird das Beschreiben von Blu-ray Discs unterstützt.